# Santa Elisabetta (Italia)
Santa Elisabetta es una comuna siciliana, en la provincia de Agrigento. 

## Evolución demográfica
| Gráfica de evolución demográfica de Santa Elisabetta entre 1861 y 2001 |
|                                                                        |
| Fuente ISTAT - elaboración gráfica de Wikipedia                        |

- Datos: Q432676
- Multimedia: Santa Elisabetta / Q432676

1. ↑  Worldpostalcodes.org, código postal n.º 92020.
2. ↑  «Codici Catastali». Comuni-italiani.it (en italiano). Consultado el 29 de abril de 2017.